# Geraniales
Geraniales (здравци) су мали ред дикотиледоних биљака из раздела скривеносеменица. Највећа породица у овом реду је Geraniaceae која има преко 800 врсти. Сем ње ред садржи и неколико мањих породица које заједно имају мање од 40 врсти. Већина врсти из реда Geraniales су зељасте биљке, али има и жбунастих биљки, као и малог дрвећа.
Економски значај реда Geraniales је мали. Неке врсте из рода Pelargonium се узгајају због њиховог ароматичног уља, које се користи у производњи парфема. Неке друге врсте, такође већином из породице Geraniaceae се примењују у хортикултури и медицини.

## Класификација
Породице у кутијици десно су типична, новија класификација по систему APG. По овој класификацији породица Hypseocharitaceae је укључена у породицу Geraniaceae, док су породице Francoaceae и Greyiaceae укључене у породицу Melianthaceae. Међутим ове породице се могу посматрати и одвојено. Такође се породица Ledocarpaceae се може укључити у Vivianiaceae.
По  класификацији ред се дели на следеће породице:
Према Кронквист (старијој) класификацији ред се састоји из:
- Породица
- Породица
- Породица
- Породица
- Породица

Породице Vivianiaceae и Ledocarpaceae су у саставу Geraniaceae. Породица Hypseocharitaceae је у саставу Oxalidaceae, и сматра се посебним родом Oxalidales. Породица Melianthaceae је према овој класификацији смештена у ред Sapindales; породице Greyiaceae и Francoaceae у ред Rosales.